# Stiboges elodina
Stiboges elodina är en fjärilsart som beskrevs av Hans Fruhstorfer 1914. Stiboges elodina ingår i släktet Stiboges och familjen Riodinidae. Inga underarter finns listade i Catalogue of Life.